# 曾世揚
曾世揚為台灣作曲家，目前任職於阿爾發音樂。

## 作品
- 2010 江蕙-[當時欲嫁]專輯,[玉蘭花]作曲
- 2008 江蕙-[甲你攬牢牢]專輯,[甜蜜的世界]作曲
- 2007 江蕙-[博杯]專輯,[知己]作曲
- 2006 江蕙-[愛作夢的魚]專輯,[獨身女子]作曲
- 2005 黃乙玲-[人生的歌]專輯,[好花含蕊]作曲
- 2004 黃妃-[非常非]專輯,[see you 阿羅哈]作曲

## 外部連結
- 阿爾發音樂股份有限公司[永久]